# 紀元前773年
紀元前773年（きげんぜん773ねん）は、西暦による年。

## 他の紀年法
- 干支 : 戊辰
- 中国
  - 周 - 幽王9年
  - 魯 - 孝公34年
  - 斉 - 荘公贖22年
  - 晋 - 文侯8年
  - 秦 - 襄公5年
  - 楚 - 若敖18年
  - 宋 - 戴公27年
  - 衛 - 武公40年
  - 陳 - 平公5年
  - 蔡 - 釐侯37年
  - 曹 - 恵伯23年
  - 鄭 - 桓公34年
  - 燕 - 頃侯18年
- 朝鮮
  - 檀紀1561年
- ユダヤ暦 : 2988年 - 2989年

## できごと

### 中国
- 諸侯の多くが周に叛いた。
- 鄭の桓公が鄶と東虢の間に本拠を遷した。

## 死去
- シャルマネセル4世